# Romito
Romito – jaskinia znajdująca się we włoskiej Kalabrii, ok. 16 kilometrów od Papasidero. Stanowisko archeologiczne okresu górnego paleolitu.
Jaskinia położona jest w wapiennym masywie. Prowadzi do niej wąskie przejście między skałami o długości 34 m. Sama jaskinia ma zaledwie 25 m długości. Została odkryta w 1961 roku przez Agostino Miglio, któremu wskazali ją mieszkańcy pobliskiej wsi, Gianni Grisolia i Rocco Oliva. Prace archeologiczne przeprowadził w latach 1961-1968 Paolo Graziosi z Uniwersytetu Florenckiego; kontynuowano je w następnych latach.
Najstarsze warstwy pochodzą z czasów górnego paleolitu i obejmują przedział czasowy ok. 23000–10000 lat temu. Znaleziono w nich ślady narzędzi wykonanych z kamienia i kości oraz przykłady sztuki naskalnej w postaci rytów, a także związane z aktywnością ludzką szczątki zwierzęce i roślinne. Szczególne znaczenie mają datowane na 11500–10060 BP doskonale zachowane dwa realistyczne ryty z przedstawieniami turów. Oprócz tego w jaskini odkryto kilka pochówków szkieletowych. Najmłodsze warstwy pochodzą z okresu neolitu (datowanie metodą 14C na ok. 4470 p.n.e.). Znaleziono w nich liczne ślady ceramiki, będące świadectwem przebiegającego tędy szlaku kupieckiego związanego z handlem importowanym z Wysp Jońskich obsydianem.